# Елітаризм
Елітаризм (фр. élitisme, від фр. elite — найкраще, добірне, обране) — соціально-філософська і політологічна концепція різних політичних платформ, в основі якої поділ суспільства на еліту і масу. Протилежність егалітаризму.
Відповідно до концепції деяких політичних платформ відсутність такого поділу — ознака нерозвиненості суспільства. Еліта в такому розумінні закрита, її члени не сприймають або зневажають чужаків.[джерело?] Елітаризм найбільш поширений серед аристократії. Є елементом «консерватизму», особливо його крайніх форм.
Елітаризм також — це ідеологічний прояв, що лежить в основі людської психології прагнення до насолоди повноцінними і досконалими формами існування і життя. Це глибинна і фундаментальна підстава психології людини, що може бути виражена відомим висловом: «В людині все повинно бути прекрасним, і обличчя і тіло, і душа (інтелект)».

## Елітаризм в Україні

### Елітаризм у сучасній Україні
Питання солідаризму й елітаризму в сучасній Україні проаналізовані в публікації українського філософа Сергія Дацюка «Протистояння еліти та громади в Україні». На його думку:
|  | Суть елітаризму в тому, що суб'єктом цивілізаційних дій, джерелом стратегічних політико-економічних змін, основним розпорядником культури є еліта. Це означає: 1) домінування правлячого класу – об'єднаної бізнесової та політичної еліти через корупційний взаємообмін влади та грошей як у внутрішній політиці, так і в міжнародній сегментації ринків товарів, послуг та робочої сили; 2) маніпулятивна електоральна демократія; 3) популізм у суспільному позиціонуванні влади через домінуючий дискурс і водночас жорсткий монополізм та трайбалізм у корпоративній політиці; 4) маніпуляція масовою свідомістю через ЗМІ; 5) таємна дипломатія у зовнішній політиці; 6) культура героїчних сюжетів. |